# Тридесет и седми мотострелкови полк
Тридесет и седми мотострелкови полк е бивш полк от българската армия.

## История
През 1961 г. със заповед №0068 на началника на Генералния щаб на българската народна армия се създава 37-и мотострелкови полк, дислоциран в гр. Мичурин (днес Царево) с военнопощенски номер 70350. В организационен план се състои от разузнавателен взвод, свързочна и сапьорна рота, два взвода, два мотострелкови и танков батальон, гаубичен дивизион, две батареи: зенитна и изтребителна (щат №В-4384/1961г.). Полкът е придаден към шестнадесета мотострелкова дивизия. През април 1963 г. танковия батальон е преместен от Мичурин в Бургас и 122-ри мм гаубичен дивизион се предислоцира от Бургас в Мичурин. През юли 1964 г. втори мотострелкови батальон и учебната мотострелкова рота се премества от Бургас в Мичурин. На 1 януари 1978 г. военнопощенския номер на поделението се променя на 26220. Разформирован е през 1990 г.
Състав:
- 96-ти отделен мотострелкови батальон (Мичурин)
- 37-ми отделен мотострелкови батальон (Бургас)
- 37-ми отделен артилерийски дивизион (Бургас)

## Наименования
- 37-ми мотострелкови полк – под. (70350) 28230(1961 – 1987)